# 廣義協變性
理論物理學中，廣義協變性（又稱為微分同胚協變性、廣義不變性）為物理定律的形式在任意微分座標轉換下保持不變。其精神在於座標並非先驗地存在於自然中，而是人們欲描述自然所伴隨的人工產物；也因此不應在基本物理定律中具有實質物理意義。
以廣義協變性表示的物理定律，在所有座標系中皆應保持相同的數學形式。欲達成此目標，通常會以張量場來描述物理量。古典電磁學（非量子的）為其中一項例子。阿爾伯特·愛因斯坦在1905年提出的狹義相對論以及1915年提出的廣義相對論皆採用廣義協變性原則；然而前者的例子侷限在平直時空的慣性參考系，為全域的勞侖茲協變性。後者則推廣為局域的勞侖茲協變性，以適用所有參考系，並能解釋加速運動與重力現象。
古典統一場論的大部分工作著墨於將廣義相對論推廣至涵蓋電磁學等物理現象，其推論基礎亦即廣義協變性。